# 梅爾羅斯 (愛荷華州)
梅羅斯（英語：Melrose）是一個位於美國愛荷華州門羅縣的城市。

## 地理
梅羅斯的座標為40°58′31″N 93°03′00″W / 40.97528°N 93.05000°W，而該地的平均海拔高度為273米（即896英尺）。

## 人口
根據2010年美國人口普查的數據，梅羅斯的面積為2.62平方千米，當中陸地面積為2.62平方千米，而水域面積為0.00平方千米。當地共有人口112人，而人口密度為每平方千米42人。